# Barbara Matić
Barbara Matić (Split, 3 december 1994) is een Kroatische judoka. Matić is tweevoudig wereldkampioen in de klasse tot 70 kilogram. Ze won goud tijdens de Wereldkampioenschappen van 2021 en 2022. Ook won ze de gouden medaille in de klasse tot 70 kilogram tijdens de Europese kampioenschappen van 2024.

## Resultaten
Europese kampioenschappen judo 2014 in Montpellier -70 kg
 Europese kampioenschappen judo 2017 in Warschau -70 kg
 Europese Spelen 2019 in Minsk -70 kg
5e Olympische Spelen 2020 in Tokio -70 kg
 Wereldkampioenschappen 2021 in Boedapest -70 kg
 Wereldkampioenschappen 2022 in Tasjkent -70 kg
 Wereldkampioenschappen 2022 in Doha -70 kg
 Europese kampioenschappen judo 2023 in Montpellier -70 kg
 Europese kampioenschappen judo 2024 in Zagreb -70 kg
 Olympische Spelen 2024 in Parijs -70 kg
1992: Odalis Revé ·
1996: Cho Min-sun ·
2000: Sibelis Veranes ·
2004: Masae Ueno ·
2008: Masae Ueno ·
2012: Lucie Décosse ·
2016: Haruka Tachimoto · 
2020: Chizuru Arai · 
2024: Barbara Matić